# Ángel Romero
Ángel Rodrigo Romero Villamayor (ur. 4 lipca 1992 w Fernando de la Mora) – paragwajski piłkarz występujący na pozycji skrzydłowego w klubie Corinthians oraz reprezentacji Paragwaju.
Jego brat bliźniak Óscar Romero również jest piłkarzem.

## Kariera
Ángel Romero rozpoczynał karierę w klubie Cerro Porteño. W 2014 roku wyjechał do Brazylii i zaczął występować w Corinthians. W drużynie rozegrał ponad 200 spotkań we wszystkich rozgrywkach, strzelając ponad 30 bramek. W 2019 roku przeniósł się do argentyńskiego San Lorenzo.
Romero zadebiutował w reprezentacji Paragwaju 6 września 2013 roku w meczu z Boliwią. Pierwszego gola zdobył w starciu z Peru 14 listopada 2014 roku.